# Главная гряда Крымских гор
Гла́вная гряда́ Кры́мских гор (укр. Головне пасмо Кримських гір, крымскотат. Qırım dağlarınıñ baş sırası, Къырым дагъларынынъ баш сырасы) — самый высокий хребет Крымских гор, расположенный между Внутренней грядой и Южным берегом Крыма, поднимающийся над черноморским побережьем на 1200—1500 м. Гряда протянулась в направлении юго-запад — северо-восток на 180 км, от мыса Айя вблизи Балаклавы до Феодосии. Наивысшая вершина гряды (и, одновременно, высшая точка Крыма) — гора Роман-Кош (1545 м.). В геологическом отношении главная гряда Крымских гор фактически представляет собой регион классического средиземноморского карста.

## Характеристика
Южные склоны в основном обрывистые, высота вертикальных скал достигает сотен метров, северные — более пологие, но тоже достаточно крутые. Юго-западная и центральная часть гряды представляет собой систему яйл, следующих одна за другой и разделённых разной глубины ущельями: от самой низкой Байдарской, до Караби-яйлы к северо-востоку от Алушты. Далее массив, достигая своей максимальной ширины в районе Белогорска, представляет собой систему хаотичных горных пиков, изрезанную тектоническими разломами и речными долинами.
К Главной гряде принадлежат наивысшие точки Крымских гор: Роман-Кош (1545 м.), Демир-Капу (1540 м.), Зейтин-Кош (1537 м.; по другим источникам — 1534 м.), Кемаль-Эгерек (1529 м.), Эклизи-Бурун (1527 м).
Основание гряды сложено песчаниковыми отложениями верхнего триаса и конгломератами и нижней и средней юры. Верхняя часть сложена известняками, песчаниками, конгломератами верхней юры и местами глинами нижнего мела.
Природное разнообразие Главной гряды позволило выделить на ней около 14 самостоятельных ландшафтов. Некоторые урочища, пещеры, ущелья, реликтовые рощи и другие природные объекты Главной гряды представляют собой памятники природы.

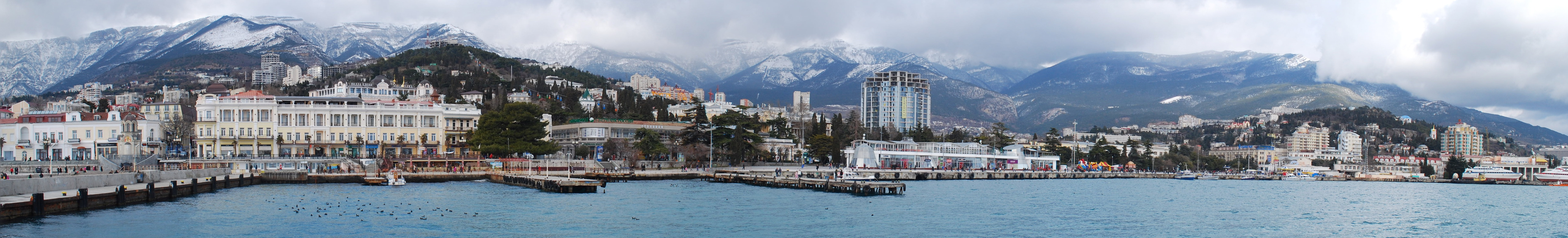
Южные склоны главной гряды (вид из Ялты; фото сделано в начале марта 2012)